# Chimbemba
Chimbemba – miasto w Angoli, w prowincji Huíla.